# Tag: The Power of Paint
Tag: The Power of Paint — відеогра в жанрі головоломка-платформер 2008 року, розроблена для Microsoft Windows командою Tag Team, групою студентів з Технологічного інституту DigiPen. Основна механіка гри полягає у використанні фарбового розпилювача для нанесення на поверхні спеціальної фарби, що надає їм певні фізичні особливості для вирішення головоломок. Tag була нагороджена на студентському показі Independent Games Festival того ж року. Команда проєкту була запрошена до Valve, де концепція Tag як новий елемент головоломок Portal 2.

## Ігровий процес

У Tag гравець використовує фарбовий розпилювач для нанесення на поверхні трьох видів фарби, щоб дістатися до важкодоступних місць.

Завданням гравця є маневрування між дев'ятьма різними сірими міськими просторами, які слугують платформними головоломками. Щоб вирішити кожну головоломку, гравець повинен використовувати розпилювач фарби, який вміщує необмежену кількість трьох типів унікальної фарби, що змінює поверхню. Однак банки з фарбою кожного типу повинні бути підібрані на рівні до того, як гравець зможе використати відповідний колір. Найпершою доступна зелена фарба, яка дозволяє гравцям стрибати по горизонтальних поверхнях або відскакувати від вертикальних поверхонь, набираючи при цьому висоту. Друга фарба, червона, змушує гравця швидко набирати обертів. Синя фарба, остання, дозволяє гравцеві ходити по будь-якій поверхні, незалежно від того, чи це вертикальна площина, чи стеля. Фарбовий розпилювач також має функцію видалення, яка стирає будь-яку фарбу, що була розпилена. Гравці можуть використовувати комбінацію фарб для вирішення головоломок: гравець може покрити дві сторони вузького вертикального простору зеленою фарбою, щоб виконати стрибок на стіну, або ж прокласти доріжку з червоної фарби, а потім зеленої, щоб стрибнути на велику відстань. Гравець може померти, лише якщо впаде з рівня, хоча якщо це станеться, він завжди буде відроджений або на початку рівня, або на останній контрольній точці, якої він торкнувся.

## Розробка
Tag була розроблена командою з семи студентів в рамках їхнього курсу в Технологічному інституті DigiPen, і її розробка тривала близько 18 місяців. Цей процес включав написання повного 3-D рушія гри з нуля. Їхня початкова концепція передбачала імітацію гри в квача на дитячому майданчику, де гравці позначали інших гравців фарбою; розробка базового рушія для цього прототипу зайняла близько чотирьох місяців. Однак від цієї ідеї відмовилися, коли механіка фарбування виявилася цікавішою, ніж власне гра в квача. Для другого прототипу команда використала перший прототип з додатковими підсилення, які можна було збирати. Проте це рішення також було переглянуте, і функціональність бонусів була остаточно перенесена на саму фарбу, що вимагало від розробників суттєвої переробки гри за п'ять місяців до її запланованого релізу. Оцінюючи початкову реакцію на Tag, вони виявили, що гравці легко розчаровувалися в елементах гри. У відповідь на це команда розробила внутрішньоігровий редактор, щоб швидко вносити відгуки гравців у дизайн рівнів. Хоча розробники вирішили обмежити тривалість гри до півгодини, щоб зробити її прийнятною для участі у Фестивалі незалежних ігор, вони погодилися випустити більш професійну версію, як тільки отримають достатнє фінансування.
DigiPen випустила гру в Steam 18 квітня 2022 року.

## Сприйняття
Tag перемогла у студентському конкурсі на Independent Games Festival у 2009 році. Галузеві журналісти похвалили розробників за музичний супровід, складність головоломок та інтеграцію графіки з ігровою механікою. Тревіс Фас проголосив її другою найкращою незалежною грою 2009 року, «переконливим зразком дизайну головоломок», який, як вони сподіваються, перетвориться на повномасштабний комерційний продукт. GameSpot прокоментував гру як щось середнє між Portal і Mirror's Edge, а також похвалив просту та інтегровану механіку.
Після випуску Tag програмісти були залучені як розробники для Valve. Їхні напрацювання були використані в нових елементах головоломки, що включають концепцію фарби в Portal 2, подібно до того, як інша команда проєкту DigiPen, Narbacular Drop, була залучена до Valve, і їхня робота лягла в основу Portal.